# Orcival (Puy-de-Dôme)
Pour les articles homonymes, voir Orcival.
Orcival est une commune française, située dans le département du Puy-de-Dôme en région Auvergne-Rhône-Alpes.

## Géographie
Niché dans la vallée du Sioulot, au sud de la chaîne des Puys, Orcival est un village de montagne dévoilant ses habitations sur fond de trachyandésite et de lauzes, mais surtout sa basilique romane, perle des monts Dore. Son point culminant est atteint au sommet du puy de l'Ouire.
Six communes sont limitrophes :
|                              |         | Saint-Bonnet-près-Orcival |
| Perpezat, Rochefort-Montagne | Orcival | Vernines                  |
| Mont-Dore                    |         | Saulzet-le-Froid          |

La commune est traversée par les routes départementales 27 (reliant Saint-Bonnet-près-Orcival à la D 983 vers Mont-Dore), 27a, 74 (reliant Rochefort-Montagne à Vernines), 80a (reliant Rochefort-Montagne au col de Guéry) et 557 (reliant la D 983 au hameau de Servières).

### Climat
Pour des articles plus généraux, voir Climat d'Auvergne-Rhône-Alpes et Climat du Puy-de-Dôme.
En 2010, le climat de la commune est de type climat de montagne, selon une étude du Centre national de la recherche scientifique s'appuyant sur une série de données couvrant la période 1971-2000. En 2020, Météo-France publie une typologie des climats de la France métropolitaine dans laquelle la commune est exposée à un climat de montagne ou de marges de montagne et est dans la région climatique  Ouest et nord-ouest du Massif Central, caractérisée par une pluviométrie annuelle de 900 à 1 500 mm, maximale en automne et en hiver.
Pour la période 1971-2000, la température annuelle moyenne est de 7,9 °C, avec une amplitude thermique annuelle de 14,8 °C. Le cumul annuel moyen de précipitations est de 1 224 mm, avec 12,3 jours de précipitations en janvier et 8,9 jours en juillet. Pour la période 1991-2020, la température moyenne annuelle observée sur la station météorologique de Météo-France la plus proche, « Vernines », sur la commune de Vernines à 3 km à vol d'oiseau, est de 8,6 °C et le cumul annuel moyen de précipitations est de 918,5 mm,. Pour l'avenir, les paramètres climatiques de la commune estimés pour 2050 selon différents scénarios d'émission de gaz à effet de serre sont consultables sur un site dédié publié par Météo-France en novembre 2022.

## Urbanisme

### Typologie
Au 1er janvier 2024, Orcival est catégorisée commune rurale à habitat très dispersé, selon la nouvelle grille communale de densité à sept niveaux définie par l'Insee en 2022.
Elle est située hors unité urbaine et hors attraction des villes,.

### Occupation des sols
L'occupation des sols de la commune, telle qu'elle ressort de la base de données européenne d’occupation biophysique des sols Corine Land Cover (CLC), est marquée par l'importance des territoires agricoles (50,2 % en 2018), une proportion sensiblement équivalente à celle de 1990 (50,3 %). La répartition détaillée en 2018 est la suivante : prairies (35,8 %), forêts (31,8 %), milieux à végétation arbustive et/ou herbacée (17,9 %), zones agricoles hétérogènes (14,4 %), eaux continentales (0,1 %). L'évolution de l’occupation des sols de la commune et de ses infrastructures peut être observée sur les différentes représentations cartographiques du territoire : la carte de Cassini (XVIIIe siècle), la carte d'état-major (1820-1866) et les cartes ou photos aériennes de l'IGN pour la période actuelle (1950 à aujourd'hui).

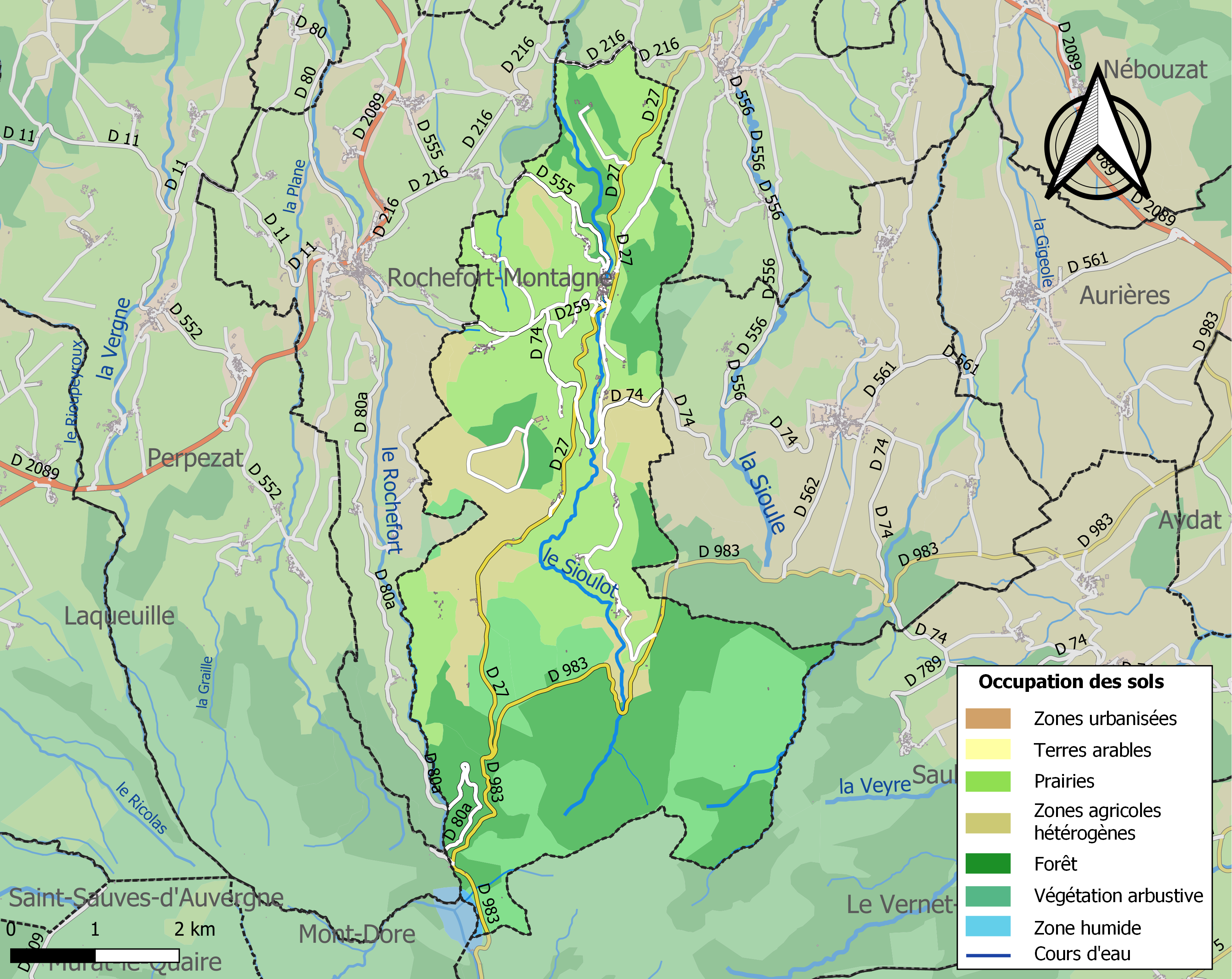
Carte des infrastructures et de l'occupation des sols de la commune en 2018 (CLC).

## Toponymie
Attestée sous les formes Urcival en 1373, Urcivallis en 1392.

## Histoire

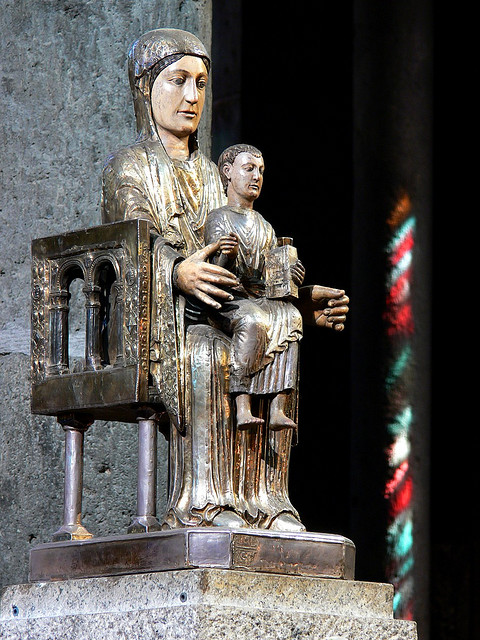
Statue romane de la Vierge à l'enfant - Notre Dame d'Orcival.

Les terres d'Orcival furent propriété des comtes, puis des dauphins d'Auvergne jusqu'en 1243.
Ensuite, les Chalus de Cordais en furent seigneurs, et la cédèrent en 1659, comme Cordès, aux d'Alègre (Emmanuel d'Alègre (1633-1690), père du maréchal Yves).
Au XIe siècle, une église, située à l'est du village, accueillait une statue de la Vierge, extrêmement vénérée ; une légende prétendait qu'elle avait été sculptée par saint Luc.
Tout porte d'ailleurs à croire que la basilique actuelle fut édifiée en raison du succès grandissant d'un pèlerinage. Notre-Dame d'Orcival devint alors le nouveau lieu d'accueil de la célèbre statue, conservée aujourd'hui dans le sanctuaire de l'église, et qui est depuis l'objet d'un pèlerinage qui a lieu tous les ans le Jeudi de l'Ascension. La veille au soir, les pèlerins, venus dans la nuit de toute la région, assistent à une retraite aux flambeaux et à une messe de minuit.
On attribue à cette basilique un pouvoir thaumaturge. Elle est parfois appelée notre Dame des fers pour son intercession en faveur des prisonniers.
Sur les murs du transept Sud sont suspendus des boulets et des chaînes, qui sont des ex-voto déposés ici par des prisonniers libérés après avoir prié Notre Dame d'Orcival.

## Politique et administration

### Découpage territorial
La commune d'Orcival est membre de la communauté de communes Dômes Sancy Artense, un établissement public de coopération intercommunale (EPCI) à fiscalité propre créé le 1er janvier 2017 dont le siège est à Rochefort-Montagne. Ce dernier est par ailleurs membre d'autres groupements intercommunaux. Jusqu'en 2016, elle faisait partie de la communauté de communes de Rochefort-Montagne.
Sur le plan administratif, elle est rattachée à l'arrondissement d'Issoire depuis 2017, à la circonscription administrative de l'État du Puy-de-Dôme et à la région Auvergne-Rhône-Alpes. Avant mars 2015, elle faisait partie du canton de Rochefort-Montagne.
Sur le plan électoral, elle dépend du canton d'Orcines pour l'élection des conseillers départementaux, depuis le redécoupage cantonal de 2014 entré en vigueur en 2015, et de la troisième circonscription du Puy-de-Dôme pour les élections législatives, depuis le dernier découpage électoral de 2010.

### Élections municipales et communautaires

#### Élections de 2020
Le conseil municipal d'Orcival, commune de moins de 1 000 habitants, est élu au scrutin majoritaire plurinominal à deux tours avec candidatures isolées ou groupées et possibilité de panachage. Compte tenu de la population communale, le nombre de sièges à pourvoir lors des élections municipales de 2020 est de 11. Sur les dix-sept candidats en lice, onze ont été élus dès le premier tour, le 15 mars 2020, avec un taux de participation de 86,36 %.

#### Chronologie des maires
| Période                                  | Période                    | Identité               | Étiquette             | Qualité                 |
| ---------------------------------------- | -------------------------- | ---------------------- | --------------------- | ----------------------- |
| Les données manquantes sont à compléter. |                            |                        |                       |                         |
| 1792                                     | 1795                       | Joseph Cougoul         |                       |                         |
| 1795                                     | 1796                       | Alexis Chandezon       |                       |                         |
| 1796                                     | 1798                       | Claude Annet Souyon    |                       |                         |
| 1798                                     | 1800                       | Antoine Lachaux        |                       |                         |
| 1800                                     | 1808                       | Claude Annet Souyon    |                       |                         |
| 1808                                     | 1831                       | Jean-Baptiste Rochette |                       |                         |
| 1831                                     | 1833                       | Michel Achard          |                       |                         |
| 1833                                     | 1842                       | Annet Bogros           |                       |                         |
| 1842                                     | 1848                       | Pierre Moulin          |                       |                         |
| 1848                                     | 1852                       | Joseph Cougoul Lamonne |                       |                         |
| 1852                                     | 1853                       | Pierre Moulin          |                       |                         |
| 1853                                     | 1865                       | Claude Legay           |                       |                         |
| mars 2001                                | En cours (au 18 août 2021) | Pascal Michaux,        | DVD puis UMP puis DVD | Cuisinier puis Retraité |

## Population et société

### Démographie
L'évolution du nombre d'habitants est connue à travers les recensements de la population effectués dans la commune depuis 1793. Pour les communes de moins de 10 000 habitants, une enquête de recensement portant sur toute la population est réalisée tous les cinq ans, les populations de référence des années intermédiaires étant quant à elles estimées par interpolation ou extrapolation. Pour la commune, le premier recensement exhaustif entrant dans le cadre du nouveau dispositif a été réalisé en 2007.

En 2022, la commune comptait 242 habitants, en évolution de +1,26 % par rapport à 2016 (Puy-de-Dôme : +2,1 %, France hors Mayotte : +2,11 %).
| 1793  | 1800 | 1806 | 1821 | 1831 | 1836 | 1841 | 1846 | 1851 |
| ----- | ---- | ---- | ---- | ---- | ---- | ---- | ---- | ---- |
| 1 121 | 711  | 761  | 737  | 760  | 810  | 801  | 731  | 755  |

| 1856 | 1861 | 1866 | 1872 | 1876 | 1881 | 1886 | 1891 | 1896 |
| ---- | ---- | ---- | ---- | ---- | ---- | ---- | ---- | ---- |
| 626  | 645  | 605  | 635  | 642  | 610  | 691  | 638  | 634  |

| 1901 | 1906 | 1911 | 1921 | 1926 | 1931 | 1936 | 1946 | 1954 |
| ---- | ---- | ---- | ---- | ---- | ---- | ---- | ---- | ---- |
| 705  | 597  | 618  | 537  | 561  | 564  | 518  | 465  | 448  |

| 1962 | 1968 | 1975 | 1982 | 1990 | 1999 | 2006 | 2007 | 2012 |
| ---- | ---- | ---- | ---- | ---- | ---- | ---- | ---- | ---- |
| 373  | 342  | 344  | 343  | 283  | 244  | 255  | 256  | 234  |

| 2017 | 2022 | - | - | - | - | - | - | - |
| ---- | ---- | - | - | - | - | - | - | - |
| 243  | 242  | - | - | - | - | - | - | - |

## Culture locale et patrimoine

### Lieux et monuments

#### Basilique Notre-Dame

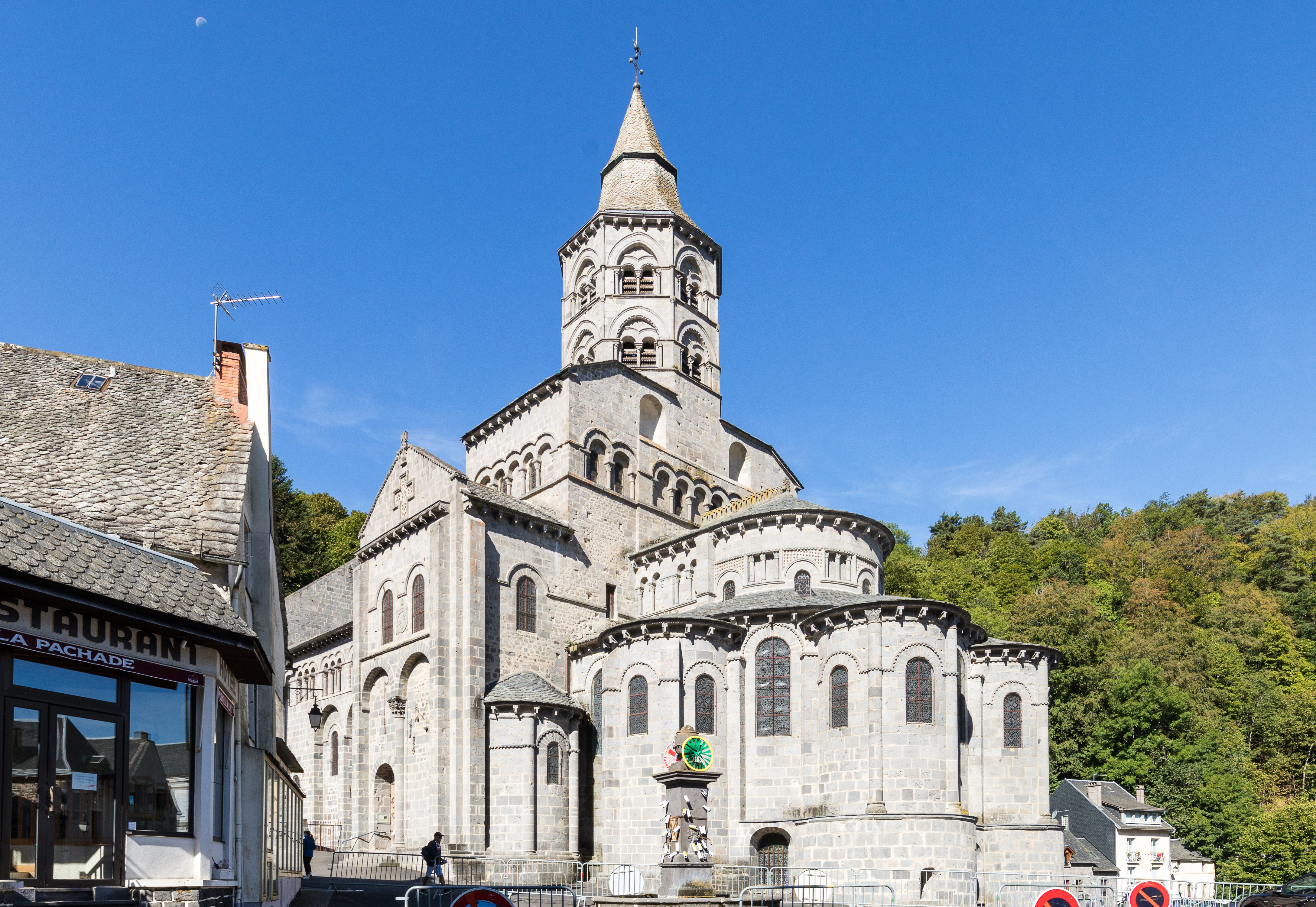
Chevet de la basilique.

La basilique Notre-Dame d'Orcival est un des joyaux de l'art roman auvergnat, avec la basilique Notre-Dame-du-Port à Clermont-Ferrand, l'église Saint-Austremoine d'Issoire, l'église de Saint-Nectaire, l'église Notre-Dame de Saint-Saturnin et la Basilique Saint-Julien de Brioude. Elle est classée monument historique depuis 1840.

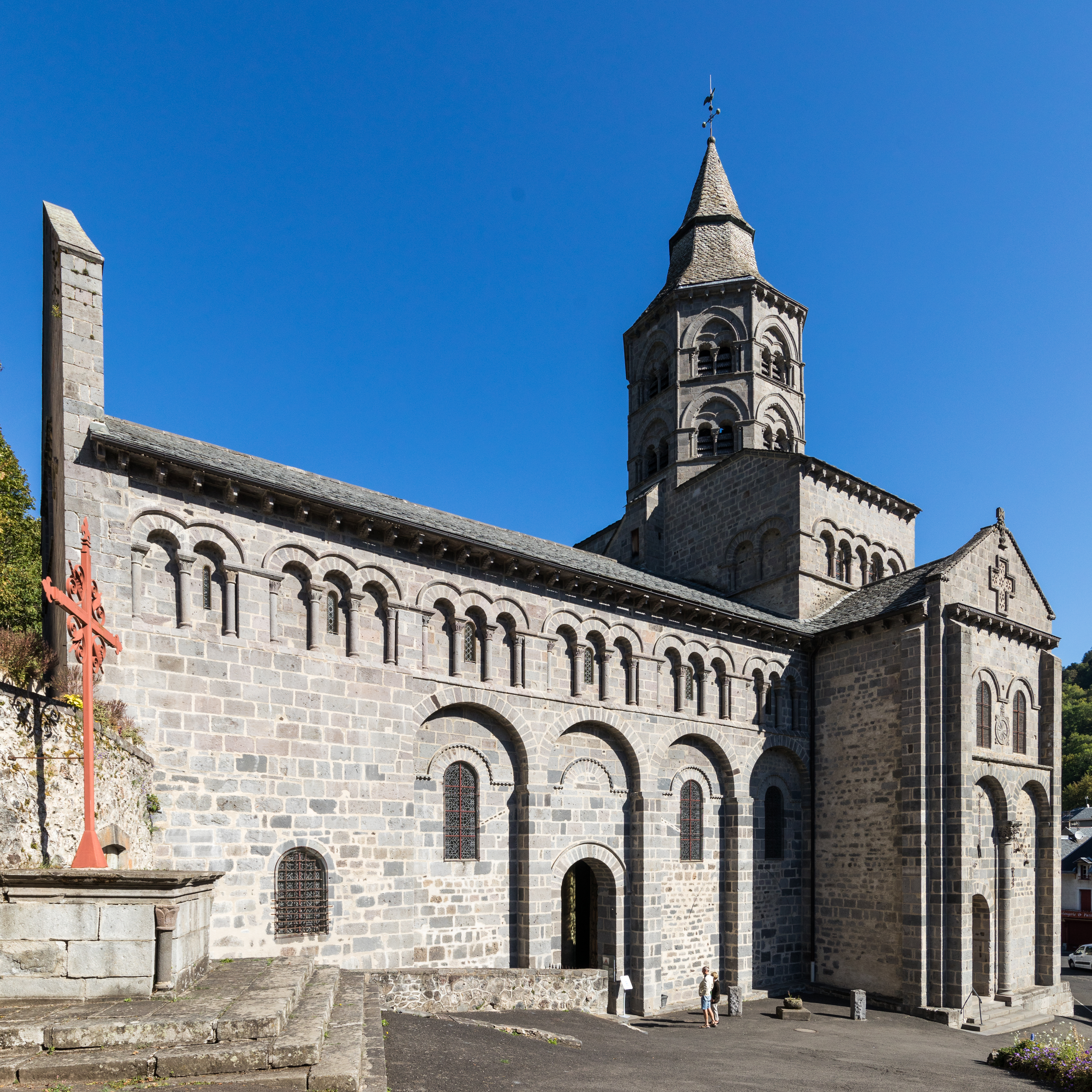
La basilique Notre-Dame.

Cette église romane, élevée au rang de basilique en 1894 par le pape Léon XIII, a été construite par les moines de la Chaise-Dieu au début du XIIe siècle, vraisemblablement financés par Guillaume VII, comte d'Auvergne.
Elle a été terminée en 1166. On pense qu'elle a sans doute été construite en une seule campagne, au vu de l'homogénéité de son architecture.
Les caractéristiques architecturales et décoratives de la basilique d'Orcival sont comparables à celles des autres églises majeures de Basse-Auvergne.
Avec son chevet aux proportions élégantes, nettement hiérarchisé, sa crypte archaïque, inspirée de celle de la cathédrale Notre-Dame-de-l'Assomption de Clermont et sa nef aux chapiteaux richement décorés, la basilique d'Orcival est en revanche l'une des rares églises d'Auvergne à avoir conservé sa tour de clocher d'origine.
Le relief accidenté du site a dicté aux hommes qui l'ont construit la proportion particulière de l'édifice : le flanc de la vallée dut être entamé pour permettre de construire la façade occidentale.

#### Château de Cordès

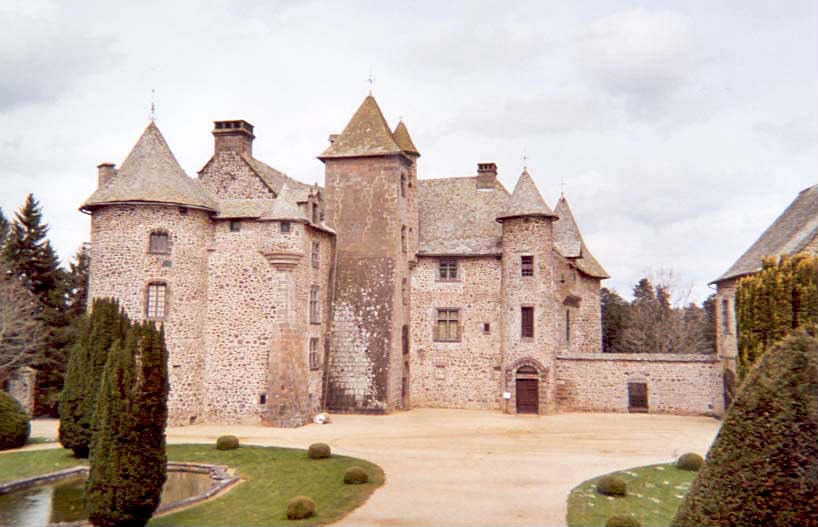
Le château de Cordès en 2005

Le château de Cordès date du XVe siècle, il est classé partiellement (les façades et toitures ; la chapelle et le salon Louis XV attenant au rez-de-chaussée) au titre des monuments historiques par arrêté du 20 novembre 1933, après une inscription partielle (à l'extérieur la cour d'honneur et le parc à la française avec toutes ses charmilles) par arrêté du 13 juillet 1926.

#### Autres lieux
- Maison des fleurs d'Auvergne, au col de Guéry (site du parc naturel régional des volcans d'Auvergne).

### Personnalités liées à la commune
- Jean-Louis Murat (1952-2023), chanteur français, vivait au lieu-dit Douharesse où il est mort[30].